# Murina cineracea
Murina cineracea är en fladdermus i familjen läderlappar som förekommer i Sydostasien. Artepitetet i det vetenskapliga namnet är latin för askgrå och syftar på djurets pälsfärg. Arten beskrevs 2011 av bland andra den ungerske zoologen Gábor Csorba.

## Utseende
Hanar är med 27,5 till 31 mm långa underarmar lite mindre än honor som har 30 till 34 mm långa underarmar. Håren som bildar ovansidans päls är mörkbruna vid roten, ljusgråa i mitten och nästan svarta vid spetsen vad som ger ett askgrått utseende. På huvudet förekommer de mörkaste håren. På undersidan är håren mörkgråa vid roten och vita vid spetsen. Några mörkbruna korta hår finns på bakbenens baksida, fötterna och svansflyghudens ovansida. Svansflyghudens undersida bär däremot några vita hår. De avrundade öronen har inga utbuktningar vid kanten. Kraniet kännetecknas av en liten hjässkam (Crista sagittalis). Arten skiljer sig från de flesta närbesläktade medlemmar av släktet Murina genom ovansidans pälsfärg som saknar gula eller röda nyanser.

## Utbredning
Arten beskrevs med hjälp av exemplar från provinsen Mondolkiri i östra Kambodja. Fyndplatsen var en kullig region. Området är täckt med städsegrön skog där några lövfällande träd ingår. I närheten fanns även torra skogar med dipterokarpväxter.